# سونی اریکسون دبلیو۷۶۰
دبلیو۷۶۰ آی (به انگلیسی: W760i) یکی از سری گوشی‌های واکمن کمپانی سونی اریکسون است که در سال ۲۰۰۸ عرضه شد و از امکانات خوبی به خصوص در عرصه موسیقی برخوردار است.